# Probosca marginata
Probosca marginata là một loài bọ cánh cứng trong họ Oedemeridae. Loài này được Walker miêu tả khoa học năm 1871.